# Kościół Ostatniego Testamentu
Kościół Ostatniego Testamentu, pot. wissarionowcy – wspólnota religijna w Rosji i krajach byłego Związku Radzieckiego o charakterze religii mesjanistycznej.

## Charakterystyka
Kościół wissarionowców został założony w 1991 roku w Minusińsku przez byłego milicjanta, Siergieja Toropa, który ogłosił się prorokiem i reinkarnacją Jezusa Chrystusa. 
Wspólnota głosi nauki będące kompilacją filozofii różnych religii. Główna część wierzeń Kościoła opiera się jednak na nauczaniu założyciela ruchu, który używa imienia Wissarion. Jest on autorem kilkutomowego dzieła teologicznego Ostatni Testament, w którym zawarte zostały wszystkie zasady dotyczące doktryny wspólnoty i życia wyznawców.

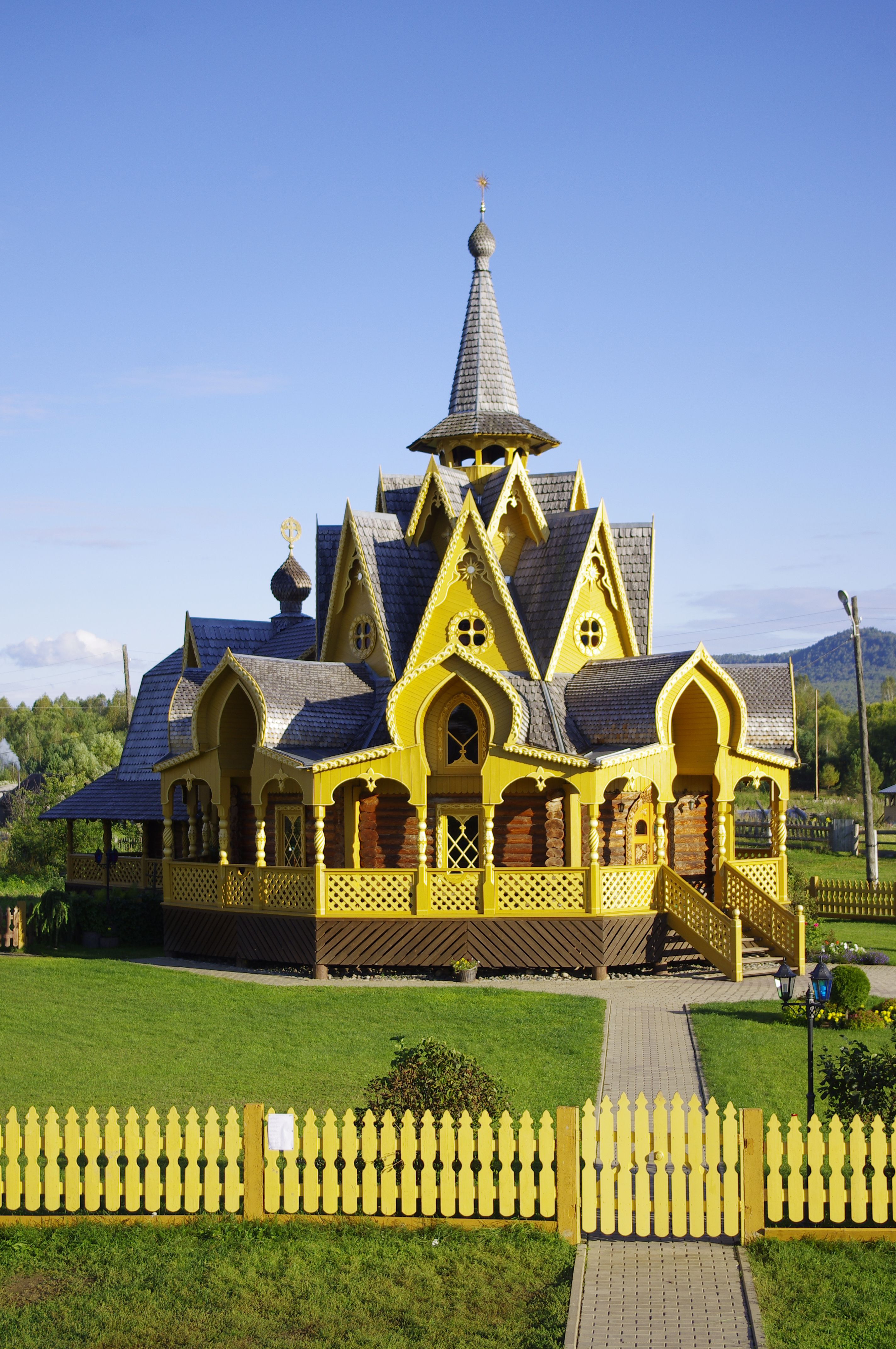
Kościół pod wezwaniem Wissariona, Pietropawłowka

Kościół Ostatniego Testamentu posiada około miliona wiernych. Znaczna ich część to osoby posiadające wyższe wykształcenie, byli wojskowi lub pracownicy aparatu partyjnego Związku Radzieckiego. Większość z nich mieszka w różnych zakątkach Federacji Rosyjskiej i prowadzi normalne życie zawodowe, łącząc je z pracą misjonarską. Część jednak żyje w tajdze na Syberii, gdzie od 1994 roku tworzy w Kotlinie Minusińskiej utopijną komunę złożoną z kilkunastu wsi skoncentrowanych wokół siedziby guru nazywanej Ołtarzem Ziemi. Największa i najważniejsza z wsi zamieszkanych przez wyznawców Wissariona to Pietropawłowka. 
Najbardziej znaną wierną Kościoła Ostatniego Testamentu jest rosyjska piosenkarka Tatiana Denisowa.